# Dulce Nombre de Culmí (kommun)
Dulce Nombre de Culmí är en kommun i Honduras.   Den ligger i departementet Departamento de Olancho, i den östra delen av landet, 230 km nordost om huvudstaden Tegucigalpa. Antalet invånare är 22 599.